# カーセンサーエッジ
カーセンサーエッジ（Car Sensor Edge）は、日本の自動車雑誌。
中古車情報誌『カーセンサー』の姉妹紙として、リクルートから2005年10月に創刊された。輸入中古車のカタログ本の中に特集記事がはさまる、ブックインブック製本の形式をとっていた。2008年7月10日より、『エッジ（Edge）』として新装創刊されて現在に至っている。

## 概要
「大人のためのプレミアカーライフ実現マガジン」を謳っており、編集部が提唱する「エッジな車」の写真を中心に、本やグッズイベントなど、ライフスタイル全般を扱っている。月刊であり、発売日は毎月27日、1冊定価は524円（2021年7月現在）。
編集長は日本カー・オブ・ザ・イヤーの実行委員兼執行部も務める中兼雅之であり、自動車評論家の西川淳、渡辺敏史、河口まなぶ、島下泰久らが寄稿する。